# 伊維薩事件
伊維薩事件（德語：Ibiza-Affäre），或稱伊維薩門，是2019年5月開始爆出的一宗奧地利政治醜聞。本事件亦可視為奧地利版本的「通俄門」事件。
醜聞於2019年5月17日被一部秘密錄製的影片曝光，該影片由伊朗出生的律師Ramin Mirfakhrai委託發佈。
在影片中，兩位政客海因茨-克里斯蒂安·斯特拉赫和約翰·古德努斯似乎都接受一個假扮成俄羅斯商人伊戈爾·馬卡羅夫的侄女阿廖娜·马卡洛娃（Alyona Makarova）的遊說，阿廖娜·马卡洛娃提出向奧地利自由黨提供正面新聞報導，以換取政府合同。副總理兼自由黨領袖海因茨-克里斯蒂安·斯特拉赫和約翰·古德努斯在影片中還暗示了奧地利自由黨其他的政治腐敗，涉及歐洲和其他地區自由黨的富有捐助者。
醜聞導致奧地利執政聯盟於2019年5月18日瓦解，奧地利提前舉行大選。在5月27日經不信任投票，塞巴斯蒂安·库尔茨被解除總理職務。新一場選舉於9月29日舉行，人民黨再度獲得最多席次並成功組成聯合政府，但合作夥伴不再是自由黨，库尔茨於2020年1月7日再任總理。自由黨則失去不少議席，並且在同年底開除海因茨-克里斯蒂安·斯特拉赫黨籍。2021年5月12日，庫爾茨證實自己正在接受反貪腐案件調查。

## 影片

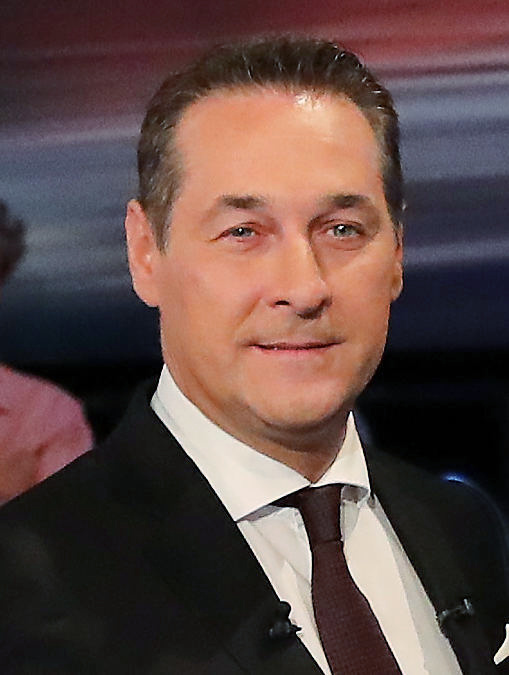
2017年的斯特拉赫

事件起源為德國媒體《明鏡》、《南德意志報》洩露的一部影片（2019年5月17日），顯示在2017年年中政治家海因茨-克里斯蒂安·斯特拉赫和約翰·古德努斯在西班牙伊維薩島與聲稱為俄羅斯寡頭伊戈爾·馬卡羅夫姪女的女子交談，期間答應對方獲得奧地利商業合同的請求，以換取即將來臨的2017年10月奧地利大選對方對奧地利自由黨的支持。斯特拉赫還表示，政府將不再向建築公司的大股東Strabag的漢斯·彼得·哈塞爾斯納收取佣金。在影片中，斯特拉赫還說他想“建立像奧班那樣的媒體格局”。該錄像帶秘密錄製於2017年7月在伊維薩島的一棟出租別墅上。

## 伊維薩島設置的背景
Der Spiegel和SüddeutscheZeitung（在六個多小時內）獲得併分析了部分影片，他們堅持認為他們不知道製作影片並將其提供給他們的人的身份和動機。[1]2019年5月22日，南德意志報社的兩名負責任記者，普利策獎獲獎記者巴斯蒂安·奧伯邁耶和弗雷德里克·奧伯邁耶在電視脫口秀上談到了被告密者展示材料摘錄的方式。在與消息來源的第二次會面中，一些極化技術因此，他們必須使用特殊塗層的玻璃才能看到舉報人提供的筆記本電腦上的材料。[21]涉及的兩篇論文Der Spiegel和SüddeutscheZeitung都說他們沒有為影片付費。

### 推論
表觀陷阱的高度專業設置，準備和實現該表所花費的時間和金錢，使德國的Die Welt想知道誰可能在此行動背後，試圖創造出報紙所稱的黑材料（涉及使用的材料）在適當的時候破壞敵人），該行動已被推遲了兩年，並在將於2019年5月舉行的歐洲議會選舉之前公開舉行。
鑑於其先前的活動以及Twitter上的可疑行為，奧地利報紙Wiener Zeitung將德國的政治活動家組織ZentrumfürPolitischeSchönheit與該影片的創建聯繫在一起，該組織是第一個採用新帳戶（該帳戶是首先發布有關影片內容的初始發布的推文。
德國報紙Bild推測，出生在德黑蘭的奧地利律師Ramin Mirfakhrai和奧地利私家偵探尤利安·H。（Julian H.）曾在慕尼黑作假地址。
Kronen Zeitung的新聞研究表明“律師M.” 一直在尋找潛在的購買者兩年，然後才將該影片以60萬歐元的克魯格朗硬幣出售給了一家德國公司。根據這項研究，俄羅斯寡頭侄女的作用是由一名波斯尼亞農業專業學生扮演的，他是專門為這項工作而鑄造的。

## 後續

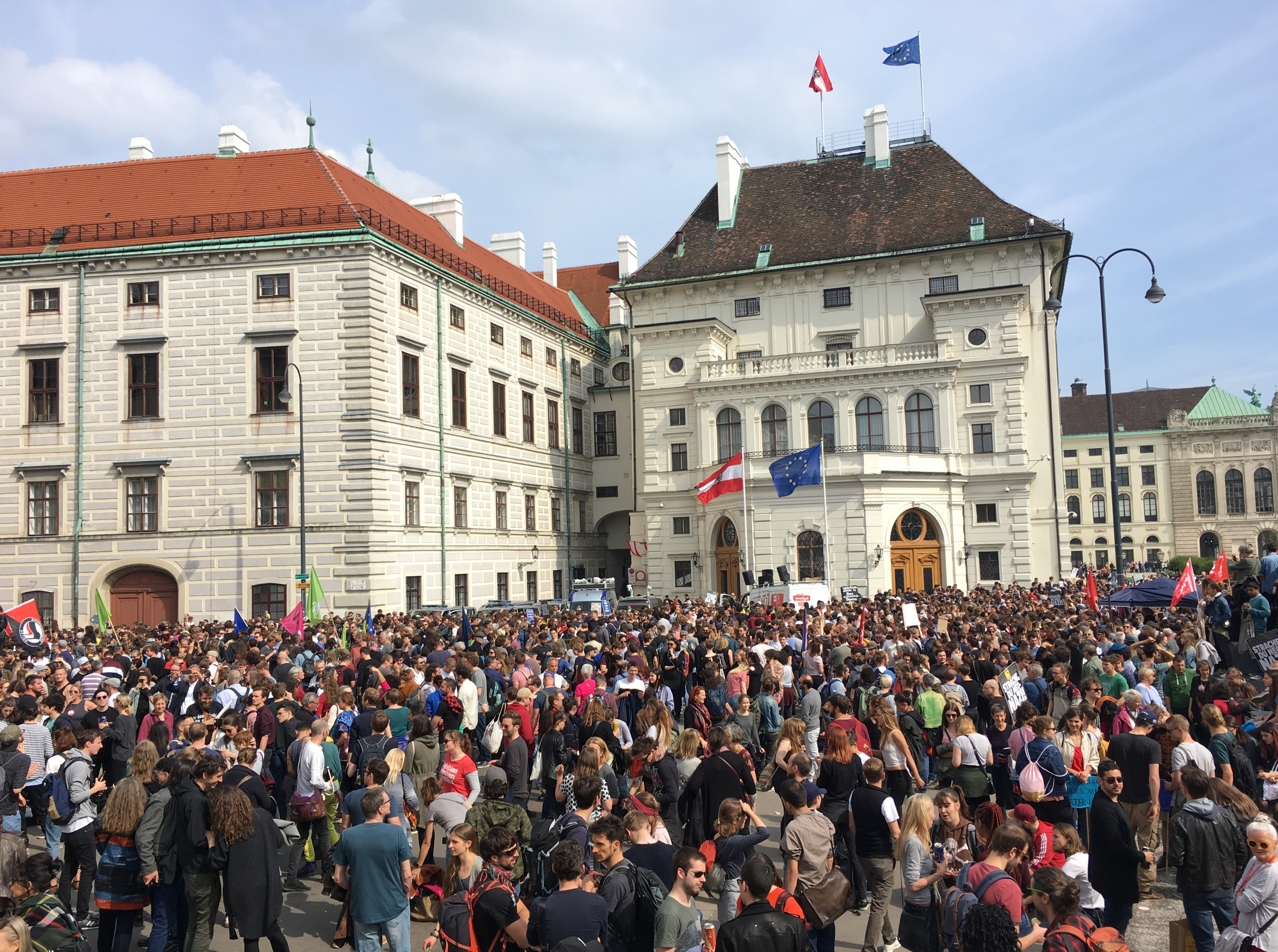
鮑爾豪斯廣場有關事件的抗議活動

### 辭職
影片公諸於世後，這件事情也導致後來位置在奧地利副總理斯特拉赫辭職和黨內其他閣員集體離職。並因為對總理的通過不信任動議提前舉行大選。

### 不信任案
庫爾茨在不久後被國民議會通過不信任動議解除職務。

### 其他事件
同時，這件事也影響了自由黨在奧地利歐洲議會選舉的表現，該黨比上一次失去了一席。

### 紀錄及意義
這事件導致創造了奧地利多個歷史紀錄：
- 首次有不信任動議獲通過
  - 奧地利總統理論上可隨意任免總理，但此不信任動議確認總理還是需要取得國會多數信任
- 首次有總統行使保留權力，自行任命新總理
- 新總理布麗吉特·畢爾萊為首位女性、史上第二位及二戰後首位無黨籍總理

### 提升知名度
醜聞爆發後不久，荷蘭流行樂團Vengaboys於1999年創作的歌曲《We're Going to Ibiza》在奧地利大受歡迎，喜劇演員JanBöhmermann於2019年5月19日在Twitter上發布了YouTube連結到這首歌的音樂影片。
在2019年5月30日，Vengaboys樂隊利用自己的知名度，去維也納舉行了一場即興街頭音樂會，演唱了這首歌。

## 反應

### 事件當事人
伊維薩島影片中的那個女人聲稱自己是叔叔的俄羅斯土庫曼出生的商人伊戈爾·馬卡洛夫於2019年5月18日在俄羅斯版《福布斯》上發表了聲明。稱他自己為獨生子（因此沒有本文開頭的姪女）。

### 政治

#### 奧地利
在2019年5月17日，社會民主黨（SPÖ）和反對黨領袖帕梅拉·倫迪-瓦格納呼籲斯特拉赫和古德努斯立即辭職。
2019年5月17日，NEOS黨領袖貝亞特·邁因爾-賴辛格（Beate Meinl-Reisinger）將醜聞描述為“不可接受的”，並呼籲整個內閣Strache辭職，並要求進行新的選舉。
2019年12月6日，揭發奧地利「伊維薩事件」的德國明鏡週刊及南德意志報記者獲頒德國調查類記者獎。

### 國外反應

#### 德國
在基督教民主聯盟女主席安妮格雷特·克兰普-卡伦鲍尔指出：“在歐洲右翼民粹主義者，無論是哪個國家的，願意出售自己國家的利益為自己的幸福。而如果它只是一個三明治。這些人不應該在歐洲承擔責任。
歐洲人民黨的領袖在歐洲議會曼弗雷德·韋伯說，“我已經說了很長一段時間，我已經說過很多次[...]，左、右翼極端分子和民粹主義者是不是一個解決方案”。
德國政黨德國另類選擇領袖约尔格·莫伊滕表示：“ 自由黨是我們的緊密合作夥伴。由於事務奇異，我們不會在後方刺奧地利自由黨。”

#### 歐盟
時任歐盟委員會主席让-克洛德·容克於5月21日認為該事件是奧地利內政。容克也沒有要引發奧地利政府內部的危機，修補它也不是他的工作。當被問及影片的內容時，容克說，向其他人提供一個金錢的想法，將違背他對愛國的理解。

## 另見
- 特朗普-乌克兰丑闻，另外一個同年度揭發的類似醜聞。
- 斯洛伐克總理伊戈爾·馬托維奇，於2021年因為購買俄羅斯疫苗而被迫下台

## 外部連結
- Original news article （页面存档备份，存于） of Der Spiegel
- Original news article （页面存档备份，存于） of the 南德意志报